# Cyclophora linearia
Cyclophora linearia là một loài bướm đêm thuộc họ Geometridae. Loài này được tìm thấy ở châu Âu.
Sải cánh dài 26–33 mm. Con trưởng thành bay từ tháng 5 đến tháng 7 tùy theo địa điểm.
Ấu trùng ăn Beech.

## Hình ảnh

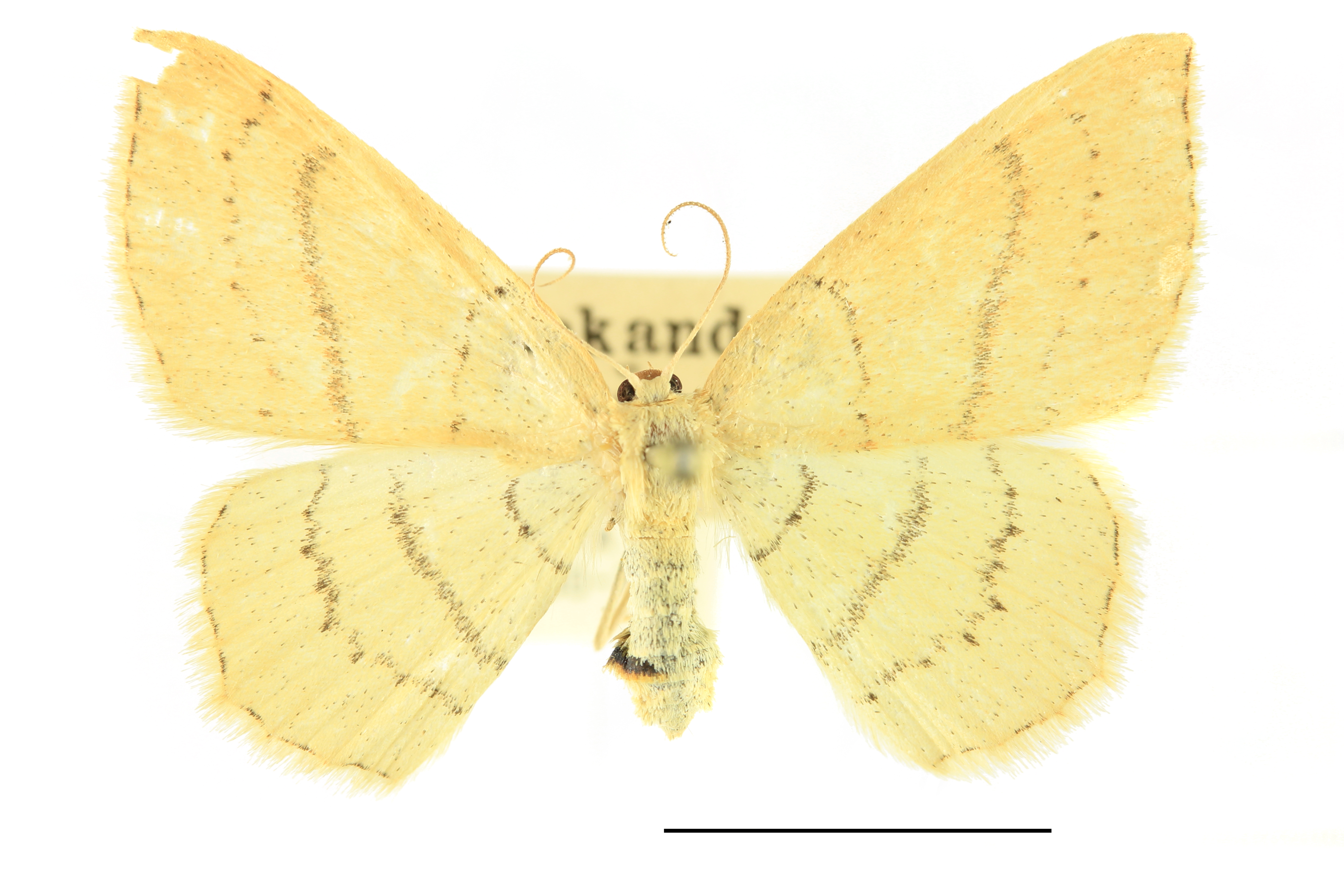
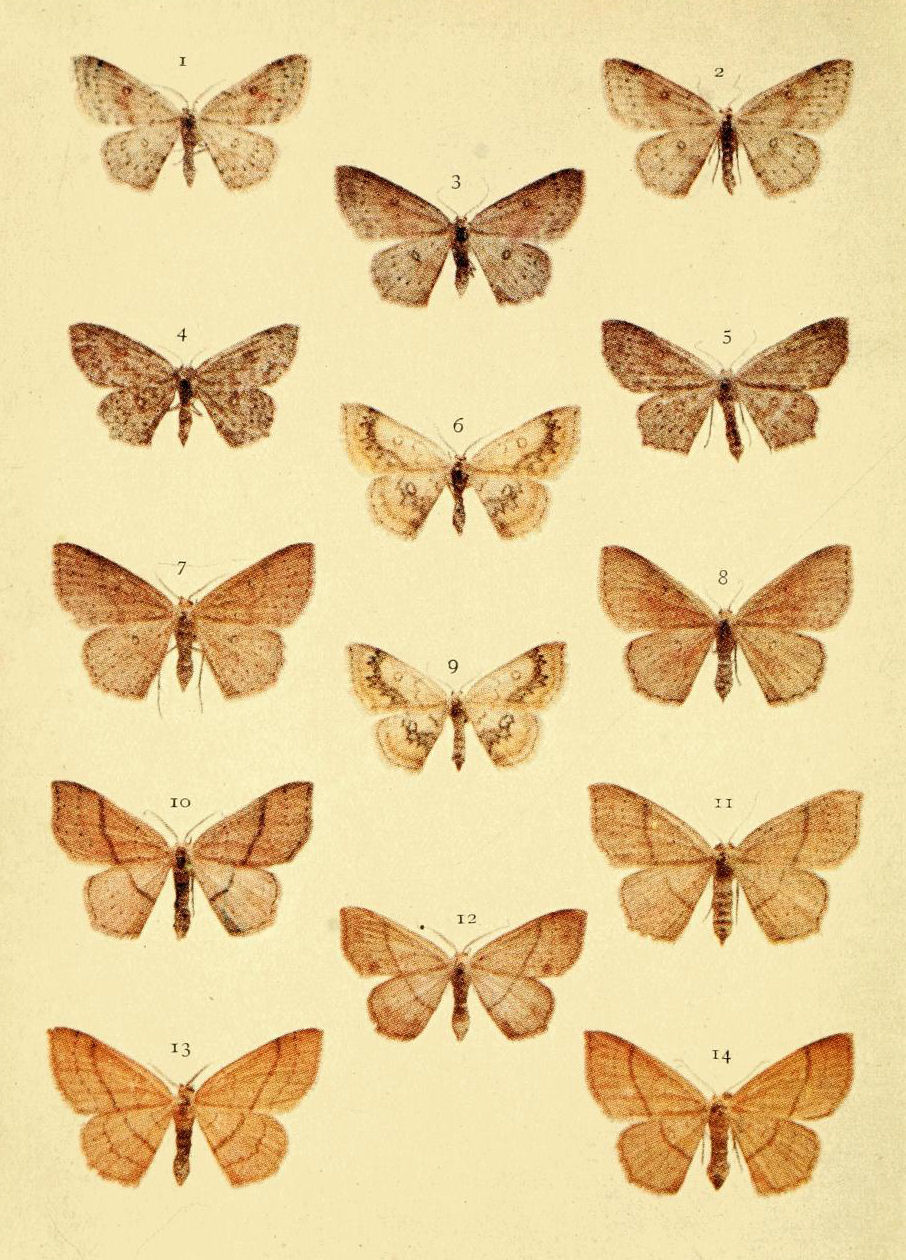